# 봄툰
봄툰은 봄코믹스의 자사 웹툰 플랫폼으로 모바일, 성인여성, 웹툰이라는 키워드로 탄생한 웹툰 서비스이다.

## 타겟
2015년 웹툰 산업 실태 조사에 따르면 현재 국내 서비스 중인 웹툰 플랫폼의 대부분이 남성 취향과 성인 남성의 키워드에 맞는 작품들을 연재하고 있다. 약 28개 이상의 웹툰 플랫폼 중 여성향 전문의 웹툰 플랫폼은 찾기 어렵다.
그러나 봄툰은 문화생활을 적극적으로 즐기고 문화 소비에 거부감이 없는 여성을 이슈 되고 있는 웹툰을 접목시켜 남성 위주의  웹툰 플랫폼에서 경쟁력 있는 여성 전문 웹툰 플랫폼을 목표하며 기존의 타겟으로부터 더 나아가 웹툰산업의 새로운 시장을 개척하였다.

## 제공 콘텐츠
여성향 웹툰, 웹소설, 출판만화, 소설과 드라마, 영화, 캐릭터 상품 등의 2차 저작물같이 다양한 종류의 콘텐츠를 제공한다.

### 주요 장르
주요 장르는 로맨스, 순정, BL, GL 개그, 드라마 등을 다루고 있고, 초반에 계획한 성인여성이라는 키워드에 걸맞게 기존 포털에서는 다루기 힘든 성인 취향의 작품 또한 다룬다.
봄툰의 공동 대표인 임대청 대표는 "남녀의 감정만을 다루는 로맨스물은 이미 한계가 된 지 오래됐다"며 판타지적 요소를 결합하거나 현실에 도움이 되는 정보 등을 다루는 색다른 로맨스가 주목 받는다 하였다.

## 부분 무료화
봄툰의 대부분의 콘텐츠들은 유료이다. 대개 1화, 2화 정도만 무료 공개를 한다. 그 후 그 작품을 더 보고싶은 작품을 위해 현금을 코인으로 충전하여 결제하는 유료화를 기본적인 시스템으로 하고있다. 그러나 모든 콘텐츠가 완전 유료화이지는 않다. '오늘만 무료' 나 '기다리면 무료'라는 부분 무료화 시스템이 있어 사용자에게 부담을 봄툰을 접하는 데에 있어 부담을 줄여준다.